# 服忌
服忌（ぶっき・服紀）とは、喪に服すること、もしくはその期間のこと。日本の服忌は当初は中国の礼制、すなわち儒教的な考え方を取り入れて制度化されたが、後に仏教や神道の考え方が取り入れられて変化していった。

## 歴史
古代中国の礼制では、親族が死去した際に遺族が着用する「喪」、すなわち喪服の素材や形態・期間について、親疎によって5つ（斬衰・斉衰・大功・小功・緦麻）に分けられていた。これを五服（ごふく）と呼ぶ。ただし、親族関係の親疎に関して礼制が近代家族法の親等のような数字で距離を測る規定を採用していなかったことは注意を要する。
日本の律令国家では中国（唐）の五服の制度は取り入れたものの、日本と中国では家族制度が異なる上、儒教や律令法は移入したものの、礼制そのものは受容しなかったため、律令法の中に本来は規定がない服忌の規定を入れるという操作が必要となったのである。また、こうした措置により、その後も服忌は中国の礼制とは異なる日本独自の規定として社会に定着していくことになる。
養老律令では、服忌を扱った条文として喪葬令の服紀条と假寧令の假条が挙げられる。喪葬令では服喪期間が定められ、天皇（太上天皇を含む）・父母・夫及び本主は1年、祖父母・養父母は5か月、曾祖父母・外祖父母・伯叔姑・妻・夫の父母は3か月、高祖父母・舅姨・嫡母・継母・同居の継父・異父兄弟姉妹・衆子・嫡孫は1か月、衆孫・従父兄弟姉妹・兄弟の子は7日と定められていた。また、假寧令では服忌にあたる該当者の假（休暇）の規定が設けられていたが、職事官が父母の喪にあたる場合には解官とされ（これを「服解」と称する）、夫・祖父母・養父母・外祖父母の場合（すなわち喪の期間が5か月以上に相当）は30日、喪の期間が3か月相当の場合は20日、同じく1か月相当の喪には10日、7日相当の喪には3日間の假が与えられていた。天皇の父母が亡くなった場合の天皇の喪は特に「諒闇」と呼ばれていたが、仁明天皇の承和7年（840年）に実際の諒闇は13日（1年＝13か月の「月」を「日」に置き換える中国の慣例）に改め、代わりに本来の残り期間は「心喪」に服するとして華美な行動を自粛し、1年間が終わった後に大祓を受けて喪の終了とした。なお、中国の礼法に基づく服忌と比較して、日本の服忌は親族の範囲が限定的で個々の親族の位置付けも異なるものがあった。また、喪葬令の服紀条と同じく親族の範囲を定めた儀制令の五親等条との間では同じ「親族」を扱っているにもかかわらず、その範囲・位置付けが異なっている部分もあった。
中世に入ると神道・神祇関係を中心に、本来は喪に服すための休暇の意味するに過ぎなかった「假」が死穢を忌む期間を意味する「忌」に置き換えられて、「服紀」という表現も「服忌」に置き換えられるようになっていった。また、伊勢神宮などの神社や白川家・吉田家などの神道を家職とする家では初期の服忌令が定められるようになった。
江戸時代に入ると、徳川綱吉の貞享元年（1684年）に江戸幕府の公式の法令としての「服忌令」が出される。これは基本的には大名を含めた武士を対象としたもので、庶民には直接適用はされなかったが、庶民の間でも住んでいる地域や宗派の慣習に基づいた葬儀や服喪が行われていたとみられており、特に庶民の大半が仏教寺院の檀家になっている（寺請制度）ため、仏教の「中陰」などの風習（所謂「四十九日」など）が服忌に大きな影響を与えたと考えられている（勿論、儒教や神道に基づいた葬儀を行う例もあり、その場合は服忌もそれぞれの形式に従っていた）。一方、公家の間では前述の神道を家職とする家を除いては、原則として律令法の喪葬令や假寧令を原典とした所謂「京家の例」が存続したまま明治維新を迎えている。なお、江戸幕府の「服忌令」はそれまでは社会的には定着していてもあくまで民間の俗信に過ぎなかった血や死に対する「穢」という概念を法制化したという点やこうした「穢」に接する機会の多かった穢多・非人・乞食に対する差別に法的根拠を与えた可能性について指摘されている。
明治7年（1874年）、明治政府は服忌の規定を「武家の制」すなわち江戸幕府の服忌令に一本化することにしたが、明治29年（1900年）の民法公布（親族法・相続法からなる家族法の制定）によって親族の定義・範囲の規定と服喪の関係性は失われ、皇室服喪令を例外として葬儀や服喪は法的分野から切り離されることになり、今日では制度としては忌引の慣習として残されているのみである。